# Penny's spoorspin
Penny's spoorspin (Cheiracanthium pennyi) is een spinnensoort uit de familie Cheiracanthiidae.
De wetenschappelijke naam van de soort werd in 1873 gepubliceerd door Octavius Pickard-Cambridge.